# Ратиндан
Ратиндан — родентицид, активным ингредиентом которого является дифенацин-2-дифенил (ацетил-индандион-1,3), имеющий вид светло-желтых кристаллов, нерастворимых в воде.

## Химические свойства
Ратиндан представляет собой смесь, состоящую из дифенацина, смешанного в соотношении 1:200 (0,5 %) с нейтральным наполнителем, выполняющего функцию носителя (крахмал, тальк, каолин).
По характеру действия ратиндан (дифенацин) является антикоагулянтом — попадая в организм грызуна с пищей, ратиндан понижает свертываемость крови и способствует повышению проницаемости стенок капилляров, что приводит к неостанавливаемым кровоизлияниям. В таком случае гибель обычно наступает на 5-8 день от систематической кровопотери (препарат обладает резко выраженными кумулятивными свойствами, поэтому прием нескольких небольших доз в течение нескольких дней обеспечивает гибель грызунов).

## Получение
Дифенацин получают посредством конденсации 1,1-дифенилацетона и диметилфталата с метилатом натрия.

## Токсикологические свойства
По своим ратицидным свойствам ратиндан примерно в 25 раз токсичнее зоокумарина.
Для гибели серой крысы достаточен 4-кратный прием ратиндана по 2,0 мг (эквивалентно 0,01 мг дифенацина).
Ратиндан при размещении в сухом помещении в течение двух лет не теряет ядовитых свойств. В смеси с маслом способен к резорбции через кожу.

## Применение
Широко применяется в сельском хозяйстве для дератизации.